# Batalla de Triangle Hill
La batalla de Triangle Hill, también conocida como la operación Showdown o la campaña de Shangganling (en chino simplificado, 上甘岭战役; pinyin, Shànggānlǐng Zhànyì), fue una operación militar prolongada que tuvo lugar durante la Guerra de Corea. Los principales combatientes fueron dos divisiones de infantería de las Naciones Unidas (ONU), con apoyo adicional de la Fuerza Aérea de los Estados Unidos, contra elementos del 15.º y 12.º cuerpos del Ejército Popular de Voluntarios de China (PVA, por sus siglas en inglés). La batalla fue parte de los intentos de la ONU por hacerse con el control del conocido como «Triángulo de Hierro» y tuvo lugar del 14 de octubre al 25 de noviembre de 1952.
El objetivo inmediato de la ONU era Triangle Hill, una cresta boscosa de terreno elevado a dos kilómetros al norte de Cheorwon-gun El cerro fue ocupado por los veteranos del 15.º Cuerpo chino. En el transcurso de casi un mes, fuerzas sustanciales del Ejército de los Estados Unidos y la República de Corea (ROK, por sus siglas en inglés) hicieron repetidos intentos de capturar Triangle Hill y el adyacente Sniper Ridge. A pesar de la clara superioridad en artillería y aviación, la escalada de bajas de las tropas de la ONU hizo que el ataque se detuviera después de 42 días de intensos combates, y las fuerzas chinas recuperaron sus posiciones originales.

## Antecedentes
A mediados de 1951, la Guerra de Corea había entrado en un período de relativo estancamiento. Con la renuncia de Dwight D. Eisenhower como comandante supremo de la Organización del Tratado del Atlántico Norte (OTAN) en junio de 1952, el general Matthew Ridgway del Comando de las Naciones Unidas fue transferido de Corea a Europa como reemplazo de Eisenhower. El Ejército de los Estados Unidos nombró al general Mark Wayne Clark, comandante del Quinto Ejército de los Estados Unidos durante la Segunda Guerra Mundial, para el mando general de las fuerzas de la ONU en sustitución de Ridgway.
El general James Van Fleet, comandante del Octavo Ejército de los Estados Unidos, esperaba que el cambio de comandantes le permitiera volver a involucrar al Ejército Popular de Voluntarios en una campaña importante, pero en un esfuerzo por limitar las cada vez mayores pérdidas de la ONU durante las conversaciones de paz en Panmunjom, Clark anuló repetidamente las solicitudes de Van Fleet para la ofensiva que ya había sido autorizada en territorio norcoreano. En septiembre de 1952, Van Fleet presentó nuevos planes ofensivos para la Operación Showdown, una ofensiva a pequeña escala planeada por el IX Cuerpo como una operación de captura de crestas. El objetivo de los planes presentados era mejorar la línea defensiva de la 7.ª División de Infantería al norte de Gimhwa, cerca de Triangle Hill, empujando la línea defensiva del Ejército Popular de Voluntarios hacia atrás unos 1.1 metros.
En septiembre de 1952, las negociaciones en Panmunjom comenzaron a deteriorarse, principalmente debido a la insistencia chino-norcoreana de que todos los prisioneros de guerra fueran repatriados a sus respectivos países de origen, independientemente de sus preferencias. Como un número significativo de prisioneros de guerra chinos y norcoreanos habían sido forzados, torturados con amenazas de muerte y expresaron su deseo de desertar permanentemente a Corea del Sur o Taiwán, la demanda encontró una fuerte oposición por parte de Estados Unidos y Corea del Sur. Sintiendo que las negociaciones fracasarían pronto, los comandantes militares de ambos bandos autorizaron numerosos planes tácticos como medio para ejercer presión sobre sus oponentes. A finales de septiembre, el Alto Mando del Ejército Popular de Voluntarios autorizó los planes tácticos que condujeron a la batalla de Caballo Blanco. El 8 de octubre de 1952 cesaron oficialmente las negociaciones de tregua, por lo que ese mismo día Clark dio su consentimiento para el inicio de la operación Showdown.

## Preludio

### Localización y terreno

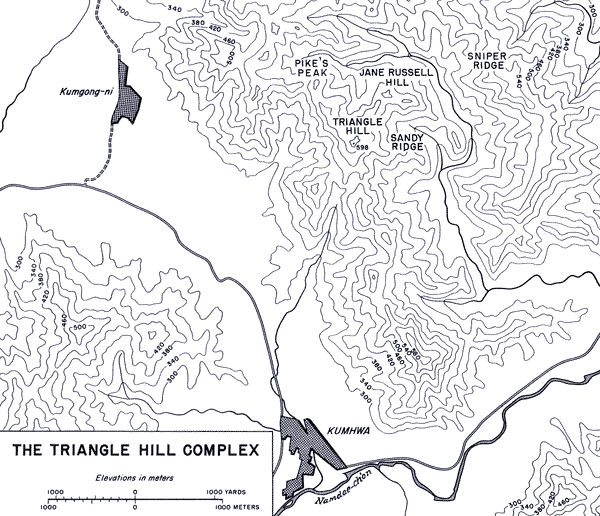
Mapa del área de Triangle Hill (en inglés)

Sanggam-ryŏng, o Triangle Hill, como lo llamaba el comando de la ONU, era una colina boscosa que aparecía en forma de V cuando se veía desde el aire o en un mapa. La colina 598 se encontraba en la punta de la V y dominaba el valle de Gimhwa a menos de dos kilómetros al sur. Desde este vértice, dos crestas se extendían hacia el noreste y el noroeste. La cresta al noroeste está dominada por una colina apodada «Pike's Peak». El otro se conecta a un par de colinas que se denominaron «Jane Russell Hill» (en honor a la famosa actriz estadounidense). Una cresta menos prominente, llamada «Sandy Hill», descendía hacia el este. Al otro lado del valle de Sandy estaba Sniper Ridge, ubicado en las coordenadas 38°19′44″N 127°29′7″E / 38.32889, 127.48528.

### Fuerzas y estrategias
El plan original para la operation Showdown requería ataques simultáneos tanto en Triangle Hill como en Sniper Ridge. Un batallón del 31.º Regimiento de Infantería, de la 7.ª División de Infantería tomaría Triangle Hill desde Gimhwa-eup, mientras que un batallón del 32.º Regimiento de la República de Corea, de la 2.ª División de Infantería atacaría Sniper Ridge a lo largo de una ruta paralela hacia el norte. Los planificadores de la ONU esperaban que la operación no durara más de cinco días con doscientas bajas del lado de la ONU, asumiendo que se dispondría del máximo apoyo aéreo y de artillería. Sin embargo, antes de que se pudiera llevar a cabo el plan, la artillería y los efectivos aéreos necesarios para llevar a cabo esta operación se desviaron a la batalla de Caballo Blanco. Al revisar la situación, el coronel Lloyd R. Moses, comandante del 31.º Regimiento de Infantería, duplicó la fuerza estadounidense justo antes de la ofensiva.
Por parte del Ejército Popular de Voluntarios Triangle Hill estaba defendida por las 8.º y 9.º compañías, y Sniper Ridge por la 1.º Compañía del 135.º Regimiento de la 45.º División del 15.º Cuerpo. Qin Jiwei, comandante del 15.º Cuerpo, predijo que cualquier gran ataque estadounidense sería uno de infantería mecanizada y vehículos blindados dirigidos al valle de Pionyang, situado 20 km al oeste de Triangle Hill. Como resultado, las formaciones principales del 15.º Cuerpo, incluida la 44.ª División, la 29.ª División, un regimiento blindado y la mayor parte de la artillería del Cuerpo, se colocaron cerca de Pionyang. En un esfuerzo por compensar su inferior potencia de fuego, el 15.º Cuerpo construyó una intrincada serie de redes defensivas, que estaban compuestas por nueve metros de túneles, cincuenta metros de trincheras y cinco metros de obstáculos antitanques y campos minados. El 5 de octubre de 1952, un oficial de estado mayor de la 2.ª División de Infantería de la República de Corea desertó, trayendo consigo un plan de batalla completo de la operación Showdown, pero los chinos no tomaron en serio la información.

## Desarrollo de las operaciones

### Inicio

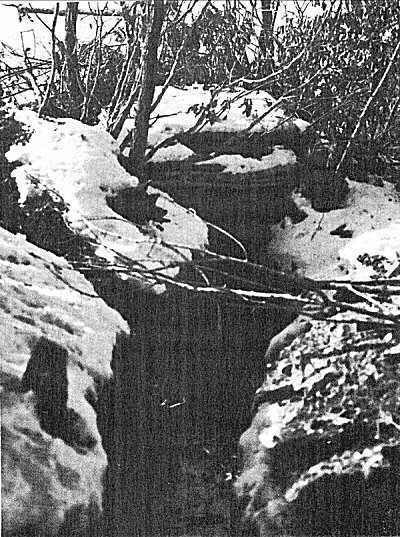
Búnker chino en la ladera delantera de Sniper Ridge en el complejo de Triangle Hill

A las 04:00h del 14 de octubre de 1952, después de dos días de intensos ataques aéreos preliminares, el bombardeo de la República de Corea y Estados Unidos se intensificó en el frente de 30 km sostenido por el 15.º Cuerpo chino. A las 05:00h, los 280 cañones y obuses del IX Cuerpo ampliaron su campo de tiro para permitir que la infantería estadounidense y surcoreana avanzara a la zaga del bombardeo que se desplazaba hacia la retaguardia del enemigo. El bombardeo concentrado logró despejar el follaje en las zonas de Triangle Hill y Sniper Ridge, destruyendo la mayoría de las fortificaciones sobre el suelo en las dos posiciones. El intenso bombardeo también interrumpió las líneas de comunicación del enemigo y eliminó todas las comunicaciones por cable e inalámbricas en el área.
Cuando las fuerzas estadounidenses y surcoreanas se acercaron a las defensas chinas, se encontraron con una dura resistencia, los voluntarios chinos se defendían con granadas, torpedos Bangalore, cargas huecas e incluso con rocas. Incapaces de avanzar con seguridad, las tropas aliadas se vieron obligadas a depender de la artillería de apoyo cercano para tratar de destruir la resistencia del enemigo, pero la red de búnkeres y túneles permitió al ejército chino traer refuerzos a medida que se agotaban las tropas estadounidenses. A pesar de que el 31.º Regimiento de Infantería estaba equipado con chalecos balísticos, su 1.° y 3.º  Batallón sufrieron 96 muertes, con 337 hombres adicionales heridos en el primer ataque, lo que suponía las bajas más graves que el 31.° Regimiento de Infantería había sufrido en un solo día durante la guerra.
El PVA logró infligir fuertes bajas a los atacantes, pero sus defensas comenzaban a ceder ante la devastadora potencia de fuego de las tropas de la ONU. La compañía defensora de Sniper Ridge se vio obligada a retirarse a los túneles después de que se redujera a únicamente veinte sobrevivientes, y el 2.° Batallón de la República de Corea capturó la cresta a las 15:20h. A pesar de está victoria parcial en Sniper Ridge, el ataque a Triangle Hill se estancó frente a la dominante colina N.º 598, ya que los dos batallones estadounidenses sufrieron numerosas bajas por las granadas que les lanzaban los defensores desde las alturas. Cuando al final de la tarde solo se podía reclamar un progreso parcial, los ataques estadounidenses y surcoreanos disminuyeron en intensidad y las tropas aliadas comenzaron a preparar nuevas posiciones defensivas para hacer frente a un posible contraataque chino.
Para recuperar el terreno perdido, el comandante de la 45.ª División china, Cui Jiangong, intentó un ataque sorpresa nocturno con tres compañías de infantería a las 19:00h. Cuando las bengalas rompieron la cubierta nocturna, los atacantes lanzaron cargas de bayoneta y se produjo una feroz lucha cuerpo a cuerpo. Las fuerzas de la ONU respondieron con un intenso fuego de artillería, pero las decididas tropas de asalto comunistas marcharon a través de las intensas pantallas de fuego de artillería del enemigo para llegar a las posiciones de la ONU, una vista extraña que hizo creer a algunos observadores estadounidenses que los atacantes estaban bajo la «influencia de las drogas». Los intensos combates impidieron que las fuerzas de la ONU pudieran reabastecerse por lo que se vieron obligados a ceder todo el terreno capturado después de quedarse sin municiones.

### Tomando la superficie

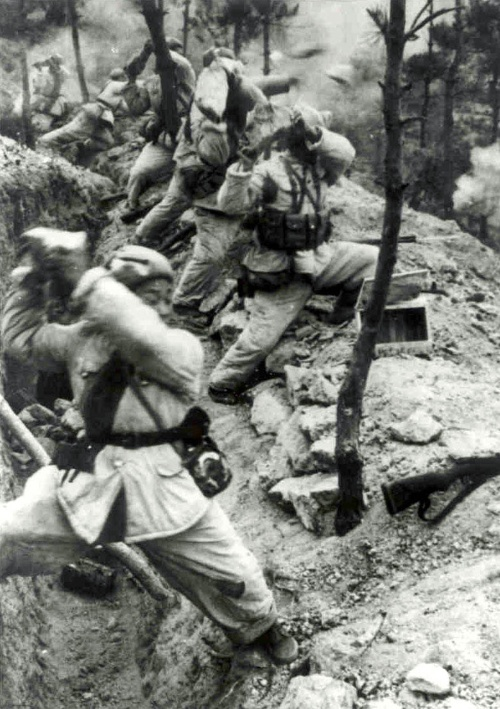
Soldados de infantería chinos arrojando piedras a los atacantes después de que agotaran la munición.

Tanto el mayor general Wayne C. Smith como el teniente general Chung Il Kwon, comandantes de la 7.ª División de Infantería de los Estados Unidos y de la 2.ª División de Infantería de la República de Corea, respectivamente, relevaron diariamente a sus agotados batallones para tratar de mantener la moral de las diezmadas tropas. El 15 de octubre, Smith ordenó que el 1.er Batallón del 32.º Regimiento de Infantería y el 2.º Batallón del 31.º Regimiento de Infantería se pusieran bajo el mando del coronel Moses para reanudar el ataque en dirección a Triangle Hill. De manera similar, Chung Il-kwon reemplazó el 2.° Batallón del 32.° Regimiento con el 2.° Batallón del 17.° Regimiento. Más tarde ese mismo día, los dos batallones estadounidenses capturaron la colina N.º 598 y Sandy Ridge después de encontrar solo una ligera resistencia, pero los túneles que habían excavado los chinos y un oportuno contraataque del 135.° Regimiento chino impidieron que los estadounidenses avanzaran hacia Pike's Peak y Jane Russell Hill. Las tropas de la República de Corea, por otro lado, fueron rechazadas por un contraataque enemigo después de recuperar Sniper Ridge.
El 16 de octubre, el coronel Joseph R. Russ del 32.º Regimiento de Infantería asumió el mando operativo de manos de Moses. También se le asignó el 2.º Batallón del 17.º Regimiento de Infantería para reforzar su ala derecha. Después de llegar al campo de batalla, el 2.º Batallón logró arrebatarle al enemigo la colina conocida como Jane Russell Hill el 16 de octubre, pero los estadounidenses pronto fueron atacados intensamente por las ametralladoras del PVA en el valle de abajo y se vieron obligados a retirarse pendiente abajo detrás de la colina el 18 de octubre. El PVA continuó hostigando las posiciones de las tropas estadounidenses con pequeños grupos de asalto y lanzamiento de granadas durante toda la noche. A las tropas surcoreanas les fue algo mejor, un ataque conjunto del 2.° Batallón del 17.° Regimiento y del 2.° Batallón del 32.° Regimiento capturó Sniper Ridge y lo mantuvo contra los contraataques posteriores de los voluntarios chinos. Por primera vez desde que comenzó el combate, las fuerzas de la ONU habían obtenido un control firme de la superficie, con la excepción de Pike's Peak. Por la tarde del 17 de octubre, el 3.er Batallón del 17.º Regimiento de Infantería relevó al 2.º Batallón del 31.º Regimiento de Infantería en el ala izquierda, mientras que el 1.er Batallón del 32.º Regimiento de Infantería se retiró del mucho más tranquilo sector central.
Para Qin Jiwei, las dificultades para establecer comunicación con sus unidades y la falta información de inteligencia precisa le impidió responder a los ataques de la ONU. Debido a su indecisión, la 45.º División tampoco recibió apoyo de artillería contra los ataques de la ONU. Ante la devastadora potencia de fuego estadounidense, los defensores chinos sufrieron 500 bajas diarias durante el ataque inicial. El 17 de octubre, después de enterarse de que más de diez compañías de infantería chinas se habían vuelto ineficaces en combate debido al alto número de bajas sufridas, Cui Jiangong envió a las seis compañías de infantería restantes a un contraataque de última hora. Con la ayuda de 44 cañones de gran calibre y un regimiento de lanzacohetes BM-13, las tropas de élite de la 8.ª Compañía del 134.º Regimiento atacó desde los túneles bajo la colina N.º 598, mientras que las otras cinco compañías de infantería atacaron en campo abierto al anochecer del 19 de octubre. Su ala izquierda expulsó a las tropas surcoreanas de Sniper Ridge, pero los defensores estadounidenses de Triangle Hill se mantuvieron firmes. Al amanecer del 20 de octubre, la potencia de fuego de las tropas de la ONU recuperó la ventaja y el PVA se vio obligado a regresar a los túneles después de sufrir numerosas bajas. Cuando Smith reemplazó al 17.º Regimiento de Infantería por el 32.º Regimiento de Infantería en la tarde del 20 de octubre, Qin Jiwei recibió informes de que la 45.ª División estaba completamente diezmada. El PVA atacó de nuevo la colina N.º 598 en la noche del 23 de octubre con dos compañías de infantería, pero las tropas estadounidenses bien atrincheradas repelieron el ataque con poca dificultad.

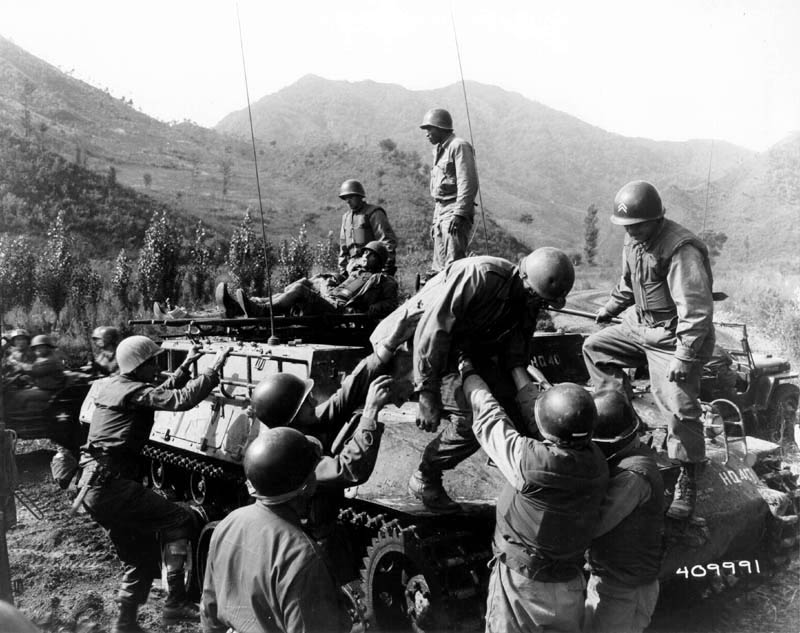
Los médicos ayudan a los soldados de infantería heridos del 31.º Regimiento de Infantería, tras la lucha por la Colina 598.

Después de sufrir más de 4000 bajas en diez días, el fracaso del último ataque acabó con el papel de la 45.ª División como única unidad de combate del lado chino. Las fuerzas de la ONU habían obtenido un fuerte control sobre la mayor parte del área, con los restantes defensores chinos atrapados en túneles debajo de las posiciones de la ONU. A pesar de los reveses iniciales, Deng Hua, comandante interino del PVA, consideró la situación como una oportunidad de oro para desangrar al ejército estadounidense. En la reunión de estrategia celebrada la noche del 25 de octubre, se ordenó al 15.º Cuerpo que retomara las dos colinas sin importar el costo.

### Interludio
El 25 de octubre Van Fleet decidió dar descanso a la 7.ª División de Infantería, eludiendo así la intención del PVA de infligir bajas adicionales a los estadounidenses. El 31.º Regimiento de la República de Corea de la 2.ª División de Infantería, se haría cargo del área de Triangle Hill, mientras que el 17.º Regimiento de la República de Corea de la 2.ª División de Infantería mantendría el control de Sniper Ridge. El mismo día, nuevos refuerzos chinos convergían en el frente de Kimhwa. El Alto Mando del PVA ordenó que el 12.º Cuerpo se colocara bajo el mando del 15.º Cuerpo y Qin Jiwei ordenó que los regimientos 86.º y 87.º de la 29.ª División se unieran a la 45.ª División para un nuevo contraataque. La 45.ª División también recibió 1200 nuevos reclutas para reconstituir trece de sus muy diezmadas compañías de infantería. Se pusieron a su disposición alrededor de 67 cañones pesados y un regimiento de artillería antiaérea para apoyar el próximo contraataque. Todos los refuerzos chinos se centraron en Triangle Hill, mientras que Sniper Ridge se consideró un objetivo secundario.
Durante los siguientes cinco días, el 31.º Regimiento de la República de Corea se vio envuelto en una amarga y sangrienta lucha contra los defensores infiltrados del PVA. La 45.ª División del PVA también se había infiltrado en pequeñas unidades en posiciones de la ONU todas las noches para reabastecer a sus unidades atrapadas y evacuar a los heridos, causando numerosas bajas entre las unidades logísticas y médicas chinas. Como no hubo combate a nivel de batallón entre el 20 y el 29 de octubre, el PVA pudo reunir sus fuerzas para dar un último y decisivo golpe.

### Contraataque

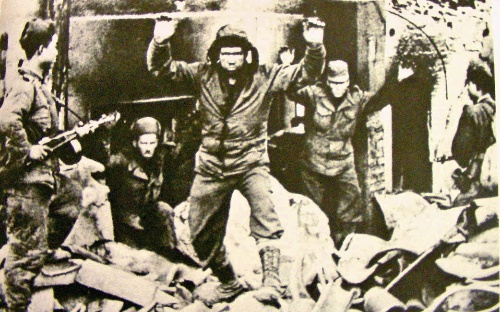
Soldados estadounidenses hechos prisioneros en un contraataque chino en Triangle Hill.

Antes del comienzo de la batalla, a Qin Jiwei le preocupaba que Van Fleet intentara atraer a las fuerzas chinas alrededor de Triangle Hill, con el golpe real dirigido hacia el valle de Pionyang. Para contrarrestar esta posibilidad, la 44.ª División y el 85.º Regimiento de la 29.ª División habían estado realizando ataques preventivos en Jackson Heights desde principios de octubre. Desde mediados de octubre, la 44.ª División aumentó la fuerza de sus ataques en un esfuerzo por aliviar la presión en Triangle Hill, y la batalla de desgaste que se presenció en Triangle Hill también se había desarrollado en Jackson Heights.
Al mediodía del 30 de octubre, el 15.º Cuerpo bombardeó las tropas surcoreanas con 133 cañones de gran calibre, 22 lanzacohetes y 30 morteros pesados de 120 mm en la mayor operación de artillería china de la guerra. Cuando terminó el bombardeo a la medianoche, diez compañías de infantería de las 49.ª y 29.ª divisiones invadieron las posiciones del 31.° Regimiento surcoreana y empujaron a las tropas fuera de la cima. Después de los combates, solo 175 soldados sobrevivieron al ataque de las tres compañías de infantería defensoras. Con el 91.° Regimiento de la 31.° División, el 12.° Cuerpo, llegando como refuerzo el 1 de noviembre, las fuerzas chinas persiguieron a los defensores surcoreanos fuera de Jane Russell Hill y rechazaron el contraataque posterior. Debido a las fuertes pérdidas, el IX Cuerpo estadounidense ordenó al 30.º Regimiento surcoreana de la 9.ª División de Infantería, que recuperara Triangle Hill el 31 de octubre. Las tropas coreanas lanzaron ataques continuos durante los siguientes cinco días sin éxito. Aunque las fuerzas surcoreanas no pudieron recuperar la colina, las numerosas bajas resultantes obligaron al PVA a llamar al 93.° Regimiento de la 31.° División como refuerzo el 5 de noviembre. Ese mismo día, el teniente general Reuben E. Jenkins, comandante del IX Cuerpo, suspendió los ataques contra la disputada colina para evitar más bajas y proteger Sniper Ridge.
Cuando el IX Cuerpo se rindió en Triangle Hill, la 31.ª División del PVA del 12.º Cuerpo estaba en posición de recuperar Sniper Ridge. Al amparo de las inclemencias del tiempo, el 92.º Regimiento lanzó un asalto a las 16:00h horas del 11 de noviembre. El PVA pronto expulsó al 1.er Batallón de la 32.º Regimiento surcoreano que lo defendía, pero Chung Il-kwon respondió con un contraataque del 17.º Regimiento de la 2.ª División de Infantería al amanecer del 12 de noviembre. Después de dos horas de intensa lucha, el 1.er Batallón del 17.º Regimiento recuperó dos tercios de Sniper Ridge e infligió numerosas bajas al 92.º Regimiento del PVA. La 31.ª División relevó al 92.º Regimiento con su 93.º Regimiento para lanzar otro asalto el 14 de noviembre, pero el 17.º Regimiento surcoreano respondió comprometiendo en el combate todas sus unidades para mitigar el ataque. El 17 de noviembre, con la ayuda del 1.er Grupo de Artillería de Campaña de la República de Corea, el 2.º Batallón recuperó la posición original del 1.er Batallón después de una batalla de dos horas. Sin inmutarse por las numerosas bajas, el 106.º Regimiento chino de la 34.ª División del 12.º Cuerpo relevó al debilitado 93.º Regimiento durante la noche del 18 de noviembre. Durante los siguientes seis días, la lucha de «balancín» continuó en Sniper Ridge. El 25 de noviembre, la 2.ª División de Infantería surcoreana fue relevada por la 9.ª División de Infantería en Sniper Ridge y la lucha finalmente se calmó.

### Conclusión
El alto número de bajas de la ONU y la presión de Clark hicieron que Van Fleet diera por concluida la operación Showdown el 28 de noviembre y así pusiera fin a la batalla de Triangle Hill. Unos días después, la 34.ª División del PVA y la 9.ª División de Infantería de la República de Corea se enfrentaron en una batalla de ida y vuelta en la zona de Sniper Ridge los días 2 y 3 de diciembre, pero no logró obtener ganancias territoriales significativas para ninguno de los dos bandos El 15 de diciembre, la 29.ª División del PV tomó el control del campo de batalla de manos de la 34.ª División, el 12.º Cuerpo se retiró del área y el 15.º Cuerpo ocupó las posiciones que ocupaba el 14 de octubre.

## Consecuencias

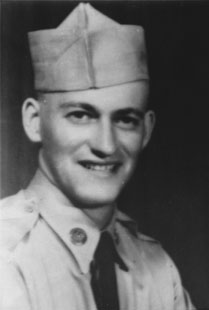
El soldado de primera clase Ralph E. Pomeroy recibió póstumamente la Medalla de Honor por sus acciones durante la batalla.

La batalla de Triangle Hill fue la batalla más grande y sangrienta de 1952. Después de 42 días de intensos combates, el Octavo Ejército no logró capturar las dos colinas, su objetivo original. Para el PVA, por otro lado, no solo el 15.º Cuerpo detuvo los ataques de la ONU en Triangle Hill, sino que los asaltos realizados por la 44.ª División en el frente de Pionyang también resultaron en la captura de Jackson Heights el 30 de noviembre. Aunque el PVA había sufrido 11 500 bajas y muchas unidades sufrieron numerosas pérdidas durante la batalla, su capacidad para soportar tales pérdidas había agotado lentamente al Octavo Ejército. durante dos meses de guerra de desgaste. El Alto Mando del PVA vio la victoria como una constatación de que el desgaste era una estrategia eficaz contra las fuerzas de la ONU, mientras que el PVA se volvió más agresivo en las negociaciones del armisticio y en el campo de batalla.
La gran cantidad de bajas de las tropas de la ONU obligó a Clark a suspender cualquier operación ofensiva próxima que involucrara a más de un batallón, lo que impidió cualquier gran ofensiva de la ONU durante el resto de la guerra. Clark y el presidente de los Estados Unidos, Harry S. Truman, confesaron más tarde que la batalla fue un duro golpe para la moral de las tropas aliadas. En cuanto a la República de Corea, las modestas ganancias en Sniper Ridge los había convencido de que ahora eran capaces de realizar operaciones ofensivas independientes, a pesar de que los asesores estadounidenses no estaban especialmente impresionados con su desempeño durante la batalla.
A pesar de su impacto y escala, la batalla de Triangle Hill es uno de los episodios menos conocidos de la Guerra de Corea en los medios occidentales. Para los chinos, la costosa victoria presentó una oportunidad para promover el valor de la resistencia y el sacrificio. El coraje demostrado por los soldados chinos en Triangle Hill fue glorificado repetidamente en varios medios de comunicación, incluidas varias películas importantes. Qin Jiwei también fue celebrado como el héroe de Shangganling y finalmente se convirtió en ministro de Defensa Nacional y vicepresidente de la Asamblea Popular Nacional. El 15.º Cuerpo se convirtió en una de las unidades más prestigiosas dentro del Ejército popular de Liberación, y la Fuerza Aérea del Ejército Popular de Liberación (PLAAF) seleccionó al 15.º Cuerpo para convertirse en el primer cuerpo aerotransportado de China en 1961. Sigue siendo la unidad con el tamaño de cuerpo más elitista en China en la actualidad.